# Cuzco (region)
Region Cuzco (španělsky Región Cusco, kečuánsky Qusqu suyu) je region v Peru na jihovýchodě peruánských And. Na ploše 72 104,41 km2 žije 1 171 503 obyvatel (v roce 2005). Hlavním městem je Cuzco.

## Obyvatelstvo
Více než dvě třetiny obyvatelstva jsou původní obyvatelé mluvící kečuánštinou. Mestici a kreolové (bílí) jsou většinou koncentrováni ve městě Cusco a v hornickém území v Quillabambě, kde se mluví více španělsky než kečuánsky.

## Geografie
Země je většinou hornatá. Průměrná nadmořská výška je 3 399 m n. m. Sněhem pokryté hory, jako např. Ausangante, Yañaloma a Salcantay, dosahují výšky přes 6 000 metrů. Z jezer můžeme jmenovat jezero Laguna Huacarpay.
Nachází se zde mnoho ruin z bývalé incké říše, k těm nejznámějším patří Machu Picchu.

## Provincie
Region je rozdělen na třináct provincií, které jsou dále rozděleny na 108 okrsků (obcí):
1. Acomayo (hlavní město Acomayo)
2. Anta (hlavní město Anta)
3. Calca (hlavní město Calca)
4. Canas (hlavní město Yanaoacá)
5. Canchis (hlavní město Sicuani)
6. Chumbivilcas (hlavní město Santo Tomás).
7. Cusco (hlavní město Cusco)
8. Espinar (hlavní město Yauri)
9. La Convención (hlavní město Quillabamba)
10. Paruro (hlavní město Paruro)
11. Paucartambo (hlavní město Paucartambo)
12. Quispicanchi (hlavní město Urcos)
13. Urubamba (hlavní město Urubamba)